# Melitaea abyssinica
Melitaea abyssinica is een vlinder uit de familie Nymphalidae. De wetenschappelijke naam van de soort is voor het eerst geldig gepubliceerd in 1909 door Charles Oberthür.